# 리 마스텐브룩

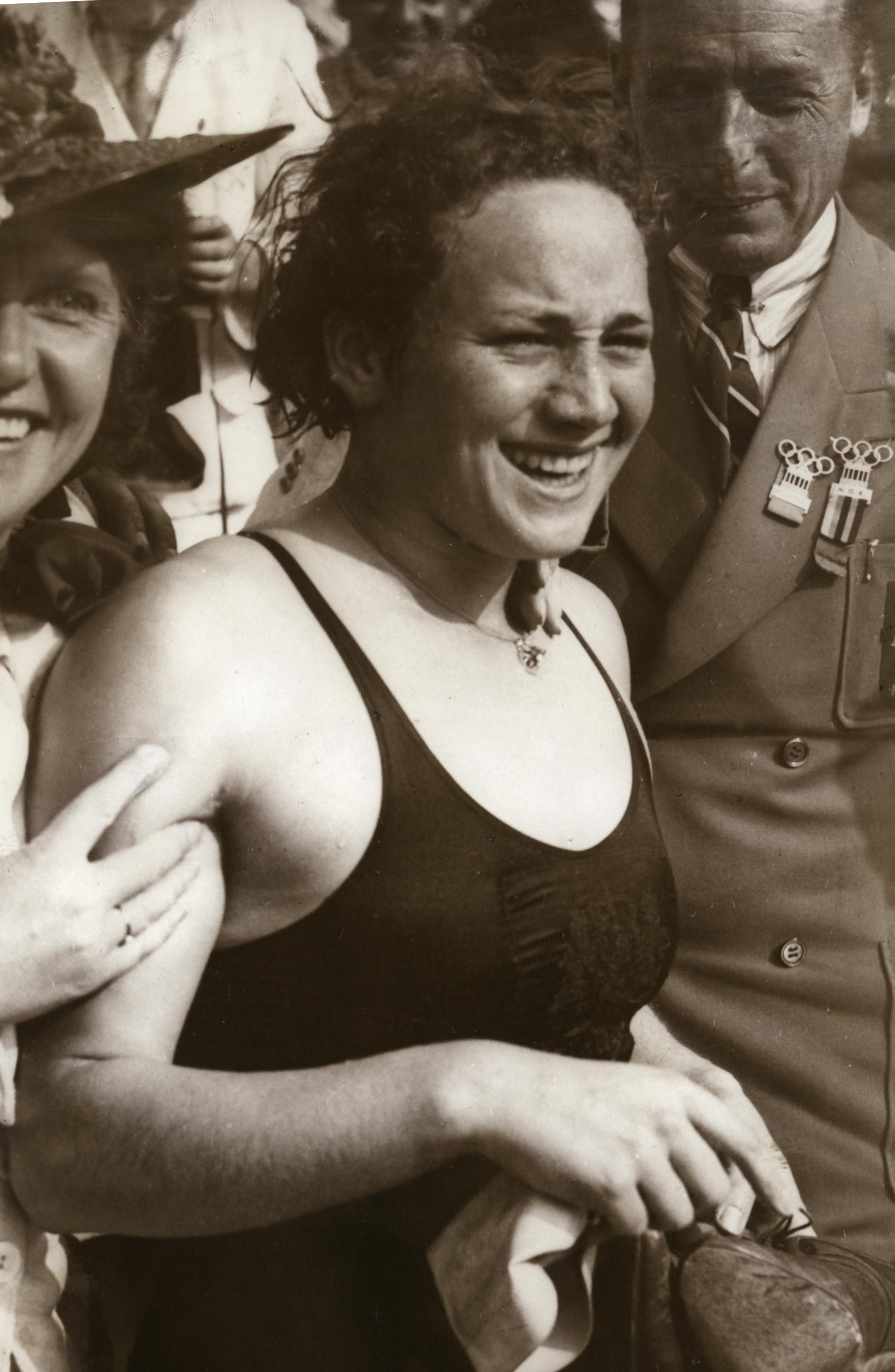

헨드리카 "리" 빌헬미나 마스텐브룩(네덜란드어: Hendrika "Rie" Wilhelmina Mastenbroek, 1919년 2월 26일 ~ 2003년 11월 6일)은 네덜란드의 수영 선수이며 올림픽 3관왕이었다.
로테르담에서 태어난 마 브라운의 코치 아래에서 수영을 시작하였다. 1934년 유럽 선수권 대회에서 3개의 금메달(400m 자유형, 100m 배영, 400m 자유형 계주)과 1개의 은메달(100m 자유형)을 땄다.
1936년 베를린 올림픽에 17세의 나이로 참가하여 그 종목들을 되풀이한 마스텐브룩은 100m, 400m 자유형과 400m 자유형 계주를 우승하였다. 100m 배영에서는 동료 선수 니나 센프에 밀려 2위로 왔다.
이듬해 수영 강사가 되었으며, 아마추어 선수 지위를 잃고 시합에 나갈 자격이 없어졌다.
자신의 경력 동안 9개의 세계 기록을 깼으며, 1968년 국제 수영 명예의 전당에 헌액되었다.
84세의 나이로 사망하였고, 사후 그녀의 이름을 딴 상이 생겼다.